# كأس فرنسا 2006–07
كأس فرنسا 2006–07 (بالفرنسية: Coupe de France de football 2006-2007)‏ هو الموسم 90 من كأس فرنسا. أشرف على تنظيمه اتحاد فرنسا لكرة القدم، وفاز فيه نادي سوشو.